# Джапарова, Эмине Айяровна
Эмине Айяровна Джапарова (также Эмине Джеппар, крымскотат. Emine Ayar qızı Ceppar; род. 5 мая 1983, Краснодар) — украинский крымскотатарский политический и государственный деятель, журналистка, первый заместитель министра иностранных дел Украины (10 июня 2020 — 2 апреля 2024). Украинская правда опубликовала расследование, что Джапарова помогла сбежать из Украины своему мужу олигарху Геннадию Боголюбову.

## Образование
Окончила Институт международных отношений Киевского национального университета им. Тараса Шевченко (2000—2006), отделение международных отношений. Получила дипломы политолога-международника и переводчика английского языка с отличием.
В 2005 году участвовала в программах Государственного департамента США «International Visitor Leadership Program» и «Молодежная альтернатива», прошла стажировку в Секретариате первого заместителя Председателя ВРУ. В 2008 году участвовала в учебной программе для дипломатов при Институте международных отношений в г. Клингендаль, Нидерланды.

## Биография
В 2002—2003 годах работала на общественных началах помощницей по вопросам национальных меньшинств в службе первого вице-премьер-министра Украины по гуманитарным вопросам. С марта 2008 по январь 2010 года работала атташе по должности третьего секретаря отдела социально-гуманитарным вопросам Департамента культурного и гуманитарного сотрудничества МИД Украины.
С 2011 года начала заниматься журналистикой. До 2014 года работала ведущей, автором программ на крымскотатарском телеканале АТР. С февраля 2014 — журналистка «Радио Свобода».
С октября 2015 по апрель 2016 года находилась в должности советника министра информационной политики по вопросам информационной политики относительно Крыма.
20 апреля 2016 года назначена на должность первого заместителя министра информационной политики Украины. 3 сентября 2019 года написала заявление об увольнении с должности.
Кандидат в народные депутаты от партии «Украинская стратегия Гройсмана» на парламентских выборах 2019, № 4 в списке.
С 18 мая 2020 года — первая заместитель министра МИД Украины Дмитрия Кулебы. Председатель Национальной комиссии Украины по делам ЮНЕСКО.
24 августа 2021 года присвоен дипломатический ранг чрезвычайного и полномочного посланника второго класса.
22 февраля 2024 года назначена постоянным представителем Украины при международных организациях в Вене.
В июле 2024 года мужу Эмине, олигарху Геннадию Боголюбову, было объявлено подозрение о незаконном пересечении границы с помощью самой Джапаровой. После этого назначение Джараповой в Вене было аннулировано.
12 июля Джапарова подала в отставку с должности постоянного представителя Украины при международных организациях в Вене.
21 декабря 2024 года президент Украины Владимир Зеленский отменил как нереализованный указ от 22 февраля 2024 года о назначении Э. Джапаровой постоянным представителем Украины при международных организациях в Вене.